# Sant Desdèir de Dolon
Saint-Didier-sur-Doulon és un municipi francès situat al departament de l'Alt Loira i a la regió d'Alvèrnia-Roine-Alps. L'any 2007 tenia 223 habitants.

## Demografia

### Població
El 2007 la població de fet de Saint-Didier-sur-Doulon era de 223 persones. Hi havia 104 famílies de les quals 33 eren unipersonals (25 homes vivint sols i 8 dones vivint soles), 38 parelles sense fills, 29 parelles amb fills i 4 famílies monoparentals amb fills.
La població ha evolucionat segons el següent gràfic:
Habitants censats

### Habitatges
El 2007 hi havia 237 habitatges, 107 eren l'habitatge principal de la família, 116 eren segones residències i 15 estaven desocupats. Tots els 236 habitatges eren cases. Dels 107 habitatges principals, 95 estaven ocupats pels seus propietaris, 6 estaven llogats i ocupats pels llogaters i 5 estaven cedits a títol gratuït; 4 tenien dues cambres, 6 en tenien tres, 28 en tenien quatre i 68 en tenien cinc o més. 74 habitatges disposaven pel capbaix d'una plaça de pàrquing. A 46 habitatges hi havia un automòbil i a 51 n'hi havia dos o més.

### Piràmide de població
La piràmide de població per edats i sexe el 2009 era:
| Homes | Edats   | Dones |
| ----- | ------- | ----- |
| 0     | 95 o +  | 0     |
| 0     | 90 a 94 | 4     |
| 4     | 85 a 89 | 8     |
| 0     | 80 a 84 | 8     |
| 0     | 75 a 79 | 8     |
| 16    | 70 a 74 | 16    |
| 20    | 65 a 69 | 0     |
| 12    | 60 a 64 | 8     |
| 4     | 55 a 59 | 4     |
| 8     | 50 a 54 | 4     |
| 0     | 45 a 49 | 4     |
| 20    | 40 a 44 | 8     |
| 4     | 35 a 39 | 4     |
| 4     | 30 a 34 | 8     |
| 4     | 25 a 29 | 0     |
| 12    | 20 a 24 | 0     |
| 4     | 15 a 19 | 4     |
| 4     | 10 a 14 | 0     |
| 4     | 5 a 9   | 4     |
| 0     | 0 a 4   | 4     |

## Economia
El 2007 la població en edat de treballar era de 135 persones, 90 eren actives i 45 eren inactives. De les 90 persones actives 82 estaven ocupades (46 homes i 36 dones) i 8 estaven aturades (6 homes i 2 dones). De les 45 persones inactives 23 estaven jubilades, 8 estaven estudiant i 14 estaven classificades com a «altres inactius».

### Ingressos
El 2009 a Saint-Didier-sur-Doulon hi havia 99 unitats fiscals que integraven 217 persones, la mediana anual d'ingressos fiscals per persona era de 11.698 €.

### Activitats econòmiques
Dels 15 establiments que hi havia el 2007, 1 era d'una empresa alimentària, 1 d'una empresa de fabricació d'altres productes industrials, 3 d'empreses de construcció, 1 d'una empresa de comerç i reparació d'automòbils, 1 d'una empresa de transport, 2 d'empreses d'hostatgeria i restauració, 1 d'una empresa d'informació i comunicació, 1 d'una empresa immobiliària, 3 d'entitats de l'administració pública i 1 d'una empresa classificada com a «altres activitats de serveis».
Dels 3 establiments de servei als particulars que hi havia el 2009, 1 era un paleta, 1 fusteria i 1 lampisteria.
L'únic establiment comercial que hi havia el 2009 era una fleca.
L'any 2000 a Saint-Didier-sur-Doulon hi havia 25 explotacions agrícoles que ocupaven un total de 765 hectàrees.

## Poblacions més properes
El següent diagrama mostra les poblacions més properes.